# フレデフォート・ドーム
座標: 南緯27度0分 東経27度30分 / 南緯27.000度 東経27.500度
フレデフォート・ドーム（英語: Vredefort dome）は、南アフリカ共和国フリーステイト州にある、現存する世界最大の隕石衝突跡（クレーター）である。2005年7月に開かれた第29回世界遺産委員会で世界遺産の自然遺産物件として登録された。

## 概要
フレデフォート・ドームはヨハネスブルグの南西120kmの位置にある。隕石の衝突跡の直径は約190kmと世界最大。隕石の衝突跡は、中央のドーム（直径約50km）とそれを取り囲む外輪山（リング）からなる。
今から約20億2300万年前（古原生代）に直径10から12kmの小惑星が速度約20km/sで衝突し、フレデフォート・ドームが生成されたと考えられている。衝突時のエネルギーはTNT火薬に換算して87Tt（テラトン、広島型原爆が約15kt、即ち58億倍）にのぼる。この時の衝突で地殻はえぐられ、地下25kmまで到達したと考えられている。この時の衝突熱でマントルが溶融して多量のマグマが発生し、大量の岩石が蒸発し、急激に冷却したことを示す地質が確認されている。また衝突による地殻の溶解と攪拌により金鉱床が形成された。
衝突後まもなくのドームの大きさは300km程度あったと推定されているが、現在は長年の侵食により50km程度が残る。
この衝突は、カナダに残るサドベリー・クレーター、メキシコに残るチクシュルーブ・クレーター（恐竜絶滅の原因ともいわれている衝突）と共に地球史の3大隕石衝突（3大インパクト）の1つに数えられている。

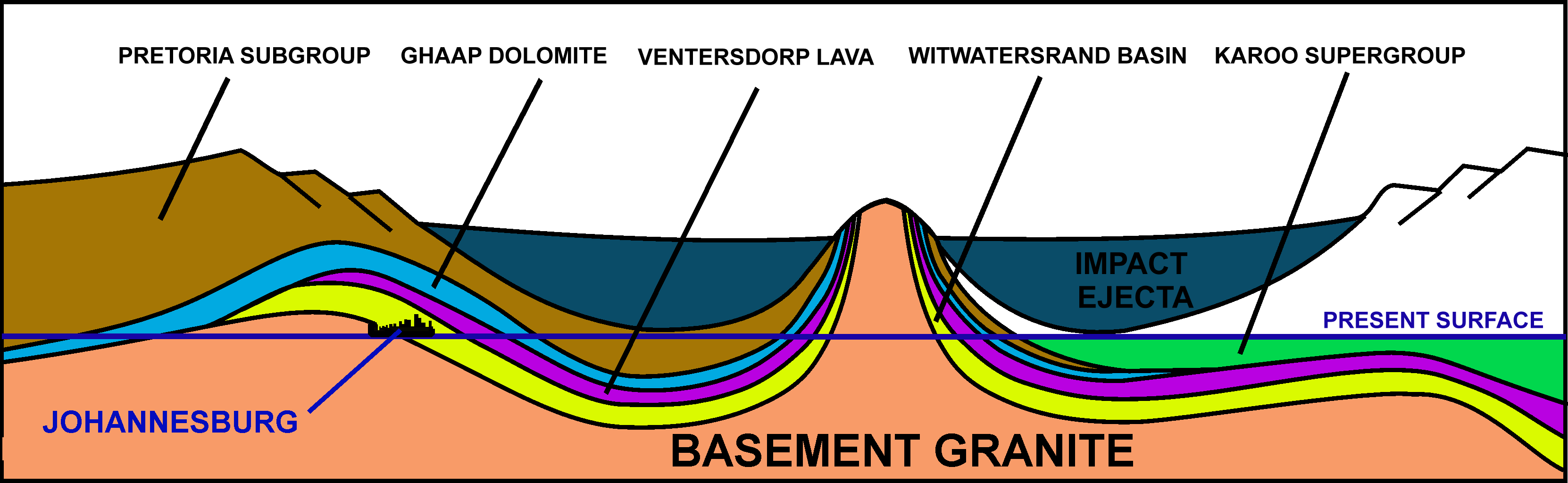
生成時のフレデフォート・ドームの構造。中央の青線は現在の地平線。現存するのは中央丘の一部のみである

現在は、草原地帯となっており、固有の蝶、鳥類、哺乳動物が生息している。また付近の川ではラフティングや沢登りが楽しめ、乗馬やハイキングコースもある。

## 映像
- NHK BSプレミアム 「驚き！地球！グレートネイチャー 驚天動地！地球史を語る竜の山　〜南アフリカ〜」（2019年1月放映）

## 登録基準
この世界遺産は世界遺産登録基準のうち、以下の条件を満たし、登録された（以下の基準は世界遺産センター公表の登録基準からの翻訳、引用である）。
- (8) 地球の歴史上の主要な段階を示す顕著な見本であるもの。これには生物の記録、地形の発達における重要な地学的進行過程、重要な地形的特性、自然地理的特性などが含まれる。